# Schlick (Hörspiel)
Schlick ist ein Kriminalhörspiel aus der Reihe des Radio-Tatorts. Die Textvorlage stammt von Elisabeth Herrmann, die hier zum ersten Mal das bereits von ihren Vorgängern Frank Göhre und Matthias Wittekindt für den Norddeutschen Rundfunk gestaltete Hamburger Ermittlerduo Kriminalhauptkommissarin Bettina Breuer und des verdeckten Ermittlers Jac Garthmann in seiner Textvorlage fortführte. Schlick wurde zum ersten Mal am 18. Dezember 2010 ausgestrahlt. Neben den Hauptdarstellern traten mit Bjarne Mädel, Lena Dörrie, Nicole Heesters und Wilfried Dziallas
weitere namhafter Sprecher beziehungsweise Schauspieler auf.
Der vorliegende 36. Fall der Gesamtreihe und sechste Fall des Hamburger Tatorts dreht sich in erster Linie um das spurlose Verschwinden eines Schiffsoffiziers von Bord eines Kreuzfahrtschiffs bei dessen Jungfernfahrt.

## Inhalt
Kriminalhauptkommissarin Bettina Breuer vom LKA Hamburg wird von ihrer Freundin Stefanie Wallmann zur Jungfernfahrt des Kreuzfahrtschiffs Shangri-La eingeladen, das nach zweijähriger Bauzeit und einigen Terminverschiebungen die Papenburger Werft verlassen soll. Als plötzlich der Zweite Offizier des Schiffs vermisst wird, fühlt sich Bettina Breuer berufen, den Fall als Wettlauf gegen die Zeit zu lösen.
Selbst ihr V-Mann Jac Garthmann ist mitsamt seinem Jac-Garthmann-Trio in seiner Eigenschaft als Pianist an Bord und wird an den Ermittlungen beteiligt, bei denen sich herausstellen wird, dass so mancher Abschied seine Spuren hinterlassen hat.
Die kühl-pragmatische Karrierepolizistin Breuer und der intuitive Seiteneinsteiger Garthmann, dessen Konzertaktivitäten als Pianist und Alleinunterhalter seine Ermittlungsarbeit verschleiern, werden mehrfach kollidieren, da sich Breuer stets fragt, warum man ihr diesen Amateur beigeordnet hat. Aber Garthmanns Beobachtungsgabe und moralisches Gespür werden ihr mehrfach die beste Richtung vorgeben.
Dass das Tingeln durch die norddeutsche Provinz für den 50-jährigen Garthmann nur ein schwacher Trost ist für eine entgangene Karriere als klassischer Konzertpianist, lässt auch dieser Fall durchblicken. Einst hatte er bei einem tragischen Unfall sowohl seine Freundin als auch einen seiner Daumen verloren, was seine ursprünglichen Ambitionen abrupt beendete. Lediglich seine gelegentlichen Jazzkonzerte und seine Ermittlungsarbeit können von der gelegentlichen Resignation ablenken.

## Hintergrund

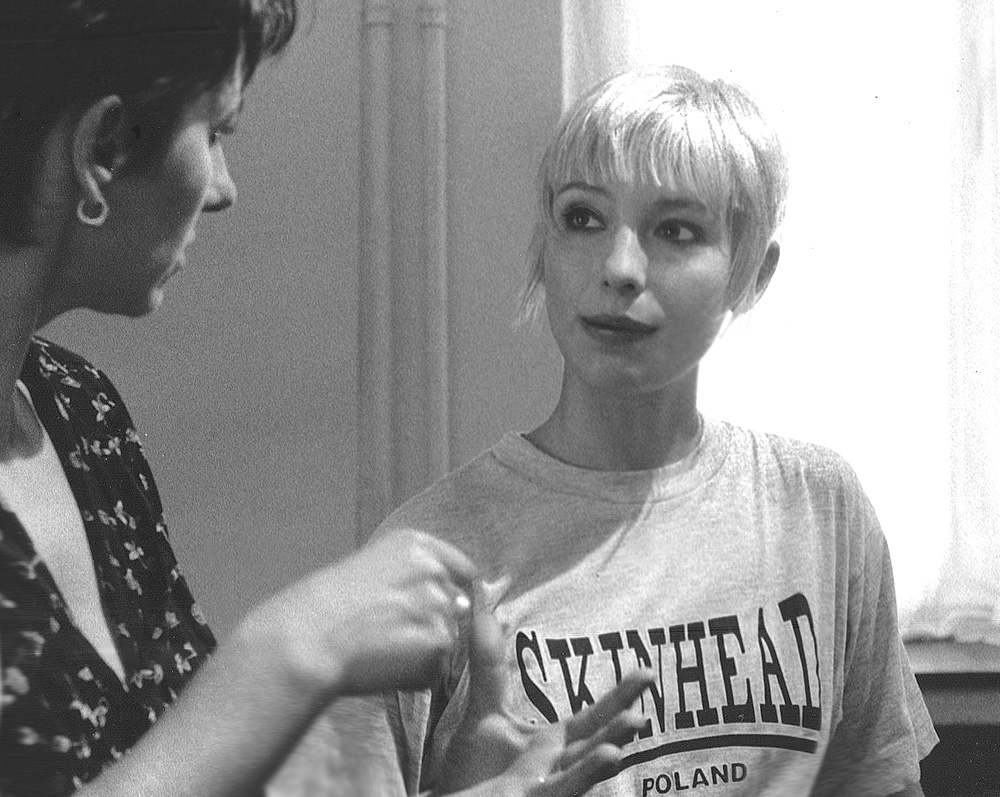
Sandra Borgmann, Sprecherin der Kriminalhauptkommissarin Bettina Breuer

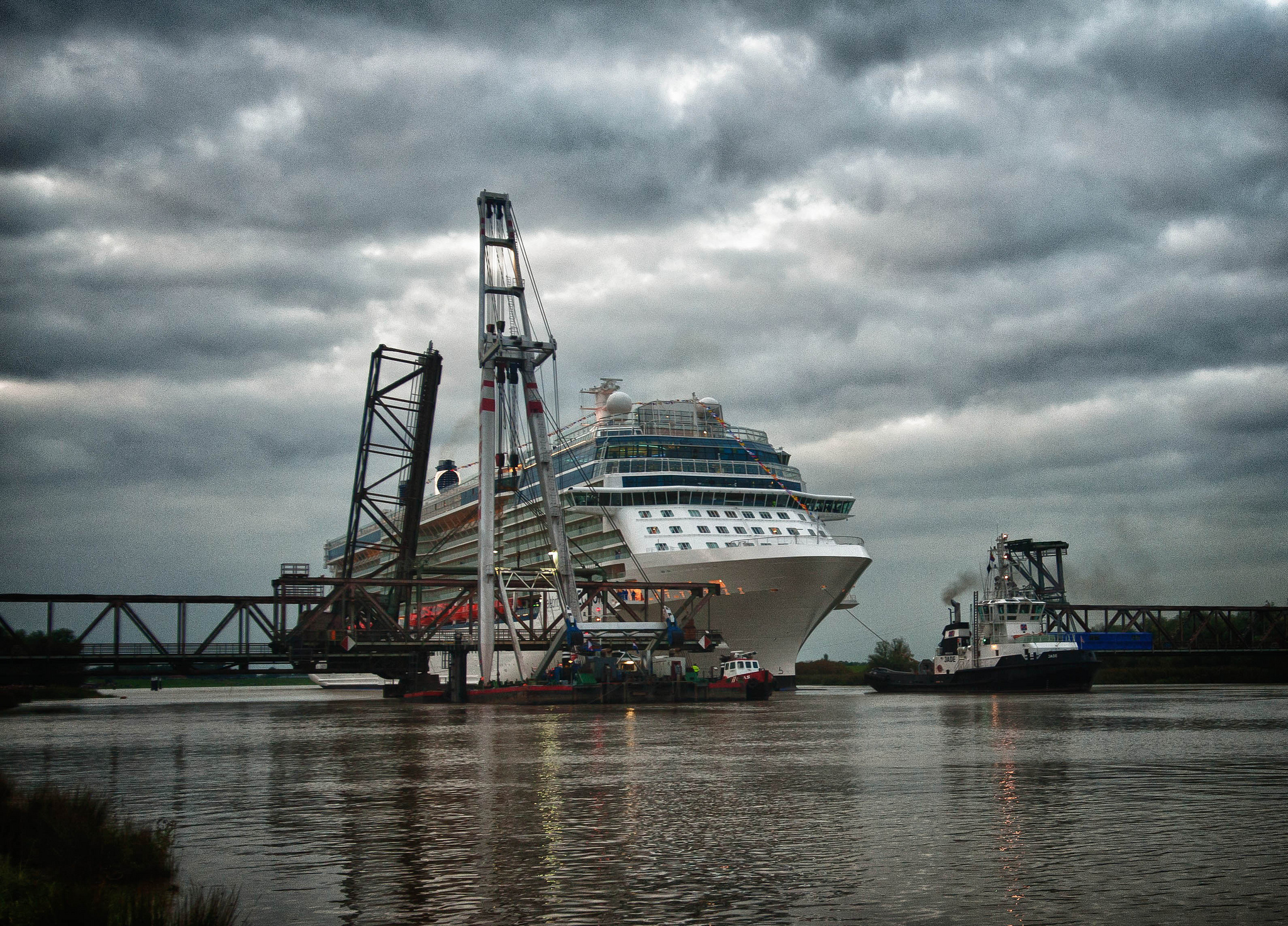
Überführung der Celebrity Reflection, Meyer Werft, Papenburg

Nach dem ersten Teil der Hamburger Tatortreihe, Schmutzige Wäsche, dessen Geschichte und Figurengestaltung von Schriftsteller Frank Göhre vorgenommen wurde, übernahm hier zum ersten Mal Elisabeth Herrmann die Vorlage. Im Folgenden wurde die Reihe des Hamburger Radio-Tatorts neben Matthias Wittekindt (Tod eines Tauchers, Die gelben Laster, Störtebekers Rache, Totalverlust, Die blaue Jacht) von Elisabeth Herrmann (Schlick, Versunkene Gräber, Chicken Highway) gestaltet.
Martin Reinke wurde im Interview darauf angesprochen, dass er die Rolle des Jac Garthmann sehr „hamburgerisch“ angelegt hätte: „Das ist eine Art Liebeserklärung an meine Heimatstadt Hamburg. Ich bin ja Bühnenschauspieler und hatte leider nur einmal die Gelegenheit, auf der Bühne zu hamburgern. Und jetzt habe ich endlich mit Jac Garthmann das Glück, ihn sprachlich so zu färben.“
Erneut geht diesmal die Einleitung nicht über die Figur des Jac Garthmann, obwohl ihm im weiteren Verlauf der Geschichte und Ermittlungen eine wichtige Rolle zukommt. Der vorliegende Fall ist die dritte Episode, in der Sven Stricker Regie führte, er darüber hinaus erneut eine Nebenrolle übernahm.
Bei einer Papenburger Werft denkt der Hörer in erster Linie an die seit 1795 bestehende Meyer Werft, die sich heute in sechster Generation im Besitz der Familie Meyer befindet und seit 1985 Kreuzfahrtschiffe vom Stapel lässt. Mit dem sagenumwobenen Ort Shangri-La hat das Kreuzfahrtschiff wenig gemeinsam. Als Namensgeber fungierte der Mythos bisher für einen Katamaran, mit dem Burkhard Pieske und seine Mannschaft 1977 bis 1986 die Erde umsegelte sowie einen Flugzeugträger der United States Navy, die Shangri-La.

## Rezension
- „Alle Landesrundfunkanstalten senden seitdem einmal im Monat den jeweils neuen ARD Radio Tatort, nutzen das kreative Potential ihrer besten Krimiautoren und sorgen für zusätzliche Aufmerksamkeit für die traditionsreiche Radiokunstform Hörspiel. Inzwischen erreicht der Radio Tatort ein Millionenpublikum, zusätzlich belegen hohe Abrufzahlen im Internet (www.radiotatort.ard.de) die Akzeptanz dieser Krimis.“[7]
- „In den Medien, in denen die Hinweise auf Rundfunksendungen, wenn überhaupt noch vorhanden, nur noch mit der Lupe gefunden werden konnten, wird der Hörfunk wieder wahrgenommen. Und die Kritiken – ganz gleich wie sie ausfallen – sie sind sogar ausführlich!“[8]